# Dear Science
Dear Science — третий студийный альбом американского музыкального коллектива TV on the Radio, выпущенный 22—23 сентября 2008 года в США звукозаписывающей компанией Interscope Records и в остальных странах лейблом 4AD. За первую неделю в США было продано 34 000 экземпляров, и диск дебютировал на 12-м месте в чарте Billboard 200, став таким образом самым успешным в коммерческом отношении релизом группы.

## Об альбоме
Пластинка получила восторженные отзывы критиков и является наиболее высоко оценённой работой музыкантов; на сайте Metacritic её рейтинг, основанный на 40 рецензиях, составляет 88 из 100 баллов. Dear Science был назван лучшим альбомом года такими изданиями, как Rolling Stone, The Guardian, Spin, MTV, Entertainment Weekly и Village Voice, а также в опросе среди читателей Pitchfork Media, редакция которого, в свою очередь, поставила альбом на 140-е место в списке двухсот лучших альбомов 2000-х годов и на шестое — среди 50 лучших альбомов 2008 года.

## Список композиций
| №   | Название         | Автор(ы)        | Длительность |
| --- | ---------------- | --------------- | ------------ |
| 1.  | «Halfway Home»   | Адебимпе        | 5:31         |
| 2.  | «Crying»         | Малоун, Бантон  | 4:10         |
| 3.  | «Dancing Choose» | Адебимпе, Ситек | 2:56         |
| 4.  | «Stork & Owl»    | Малоун          | 4:01         |
| 5.  | «Golden Age»     | Малоун, Ситек   | 4:11         |
| 6.  | «Family Tree»    | Адебимпе        | 5:33         |
| 7.  | «Red Dress»      | Малоун, Ситек   | 4:25         |
| 8.  | «Love Dog»       | Адебимпе        | 5:36         |
| 9.  | «Shout Me Out»   | Адебимпе        | 4:15         |
| 10. | «DLZ»            | Адебимпе        | 3:48         |
| 11. | «Lover's Day»    | Малоун          | 5:54         |

Бонус-треки
| №  | Название                            | Автор(ы) | Длительность |
| -- | ----------------------------------- | -------- | ------------ |
| 1. | «Make Love All Night Long»          | Малоун   | 3:30         |
| 2. | «Heroic Dose»                       |          | 7:19         |
| 3. | «Dancing Choose (Prefuse 73 Remix)» |          | 3:47         |
| 4. | «Crying (Telepathe Remix)»          |          | 4:30         |

## Над альбомом работали
| Группа - Тунде Адебимпе — вокал - Кип Малоун — вокал, гитара, бас-гитара, синтезаторы, струнные - Дэвид Энрю Ситек — программирование, гитара, семплы, бас-гитара, синтезаторы, духовые - Джерард Смит — бас-гитара, орган, синтезаторы, семплы, родес-пиано - Джалил Бантон — ударные, гитара, родес-пиано, орган, синтезаторы, бас-гитара, программирование, струнные Производство - Дэвид Энрю Ситек — продюсирование; сведение - Дэн Хурон — звукорежиссёр - Крис Коди — помощник звукорежиссёра - Крис Мур — помощник звукорежиссёра - Мэтти Грин — сведение - Марк Стент — дополнительное сведение - Стив Фаллон — мастеринг Дизайн - Ро Этеридж — фотографии | Приглашённые музыканты - Катрина Форд — вокал, бэк-вокал - Элеонора Эверделл — вокал - Дэвид Бергандер — ударные - Ёси Такамаса — шейкер, клаве, конга, колокольчики, перкуссия - Стюарт Д. Боги — саксофон, духовые, теноровый саксофон - Колин Стетсон — саксофон, баритоновый саксофон - Матана Робертс — Альтовый саксофон, кларнет - Лия Пол — духовые - Эрик Биондо — труба - Арон Джонсон — тромбон - Мартин Перна — флейта - Клаудиа Чопек — скрипка, струнные - Дженис Шен — скрипка, струнные - Перри Серпа — дополнительные струнные - Лара Хикс — альт - Элеонора Нортон — виолончель |

## Чарты
| Чарт (2008)        | №  |
| ------------------ | -- |
| Австралия          | 26 |
| Австрия            | 69 |
| Бельгия (Фландрия) | 20 |
| Бельгия (Валлония) | 41 |
| Великобритания     | 33 |
| Нидерланды         | 27 |
| Новая Зеландия     | 25 |
| Норвегия           | 16 |
| США                | 12 |
| Франция            | 57 |
| Швейцария          | 77 |